# Meslan
Meslan är en kommun i departementet Morbihan i regionen Bretagne i nordvästra Frankrike. Kommunen ligger i kantonen Le Faouët som tillhör arrondissementet Pontivy. År 2022 hade Meslan 1 475 invånare.

## Befolkningsutveckling
Antalet invånare i kommunen Meslan
| Referens: INSEE |